# Surrenders
 (mars 2016).
Si vous disposez d'ouvrages ou d'articles de référence ou si vous connaissez des sites web de qualité traitant du thème abordé ici, merci de compléter l'article en donnant les références utiles à sa vérifiabilité et en les liant à la section « Notes et références ».
Les Surrenders sont un groupe de pop-rock toulousain des années 1980/1990, jouant une musique très inspirée des Byrds, Flamin' Groovies et Barracudas.

## Biographie
Premières étincelles au sein des Diam's où Michel Bonneval rencontre Jean-Michel Daulon, dit "Batteur".

Après le split, les deux compères rejoignent Gamine. 
Le groupe bordelais va alors connaître sa période royale.

L'enregistrement du titre "Gamine" pour la compilation Snapshots en 1983 leur permet de faire la connaissance de Chris Wilson et Robin Wills, producteurs pour l'occasion.

Suivent l'enregistrement d'un Maxi 5 titres, le single "Julie, Julie" / "Sans Effets" et une tournée "Banzaï Tour" avec les Barracudas.
La suite de l'histoire s'appelle Action Shakers.

Ce groupe constitué de membres de diverses formations a fait un concert unique au Regalty, un bar toulousain. Il y a alors Laurence Labasor à la basse, Michel Bonneval et Jean-Michel Daulon (alors dans Gamine de Bordeaux), Stéphane Gire des Taxmen, Jérome Estèbe des Boom Boom Desperados et futur guitariste des Shifters.

Ils jouent uniquement des reprises dont "Now", créé par les Plimsouls, et "Shake Some Action" des Flamin' Groovies.
Surrenders (sans article…ils y tiennent !), naissent en 1984, avec l'intégration de François Labaye (ex Boom Boom Desperados).

Un premier concert au Bikini de Toulouse dans le cadre de la sélection pour la sélection pour le Printemps de Bourges, où ils ne pourront malheureusement pas se produire, leur batteur étant hospitalisé.
En décembre 1984, première Télé sur FR3 Midi-Pyrénées.

Les concerts s'enchaînent alors, avec des premières parties pour Les Thugs, Paul Collins Beat et les Fortunate Sons de Robin Wills.
Durant l'été 1985, Surrenders se retrouvent au studio Deltour avec Robin qui produit les 5 titres de leur mini-LP : Stay Overnight.

La quête d'un label aboutit en décembre 1985 avec la signature chez Ideal Madrigal.

Début 1986, les concerts reprennent, avec une énergie décuplée par la sortie du disque..

Stay Overnight, sans réaliser de scores de ventes exceptionnels, marque cependant les esprits.
Les radios s'entichent du groupe, à tel point que le mini-Lp se retrouve N°1 des Charts Radios du magazine Nineteen, en juillet 1986.

Le fan-club bordelais naît alors, couplé au fanzine Psychotic Reaction.
En 1987, Marylin, le label espagnol, ressort Stay Overnight, avec une pochette différente.
L'Australie cède à son tour et Rubber Records se lance avec un single comprenant Loaded Dice en face A et une version live de Cinnamon Girl (signé Neil Young) en face B.

Ce 45 tours va également gravir les charts indies australiens en 1988.
En 1989 sort un nouveau mini-LP : Release, toujours produit par Robin Wills, sur un label créé pour l'occasion - Spank- et distribué par New Rose. 
La tournée qui suit permettra au public de découvrir les versions live de ces 5 titres, ainsi que de nouvelles reprises, démontrant une fois de plus leur goût sans faille, notamment "Cowboy Movie" de David Crosby ou "Lie to Me" de Kaleidoscope.

Un titre, "Garden of Delight" (déjà présent sur "Release"), apparaît sur la compilation Contresens (de FNAC Music) en 1991, regroupant également Kid Pharaon, Gamine, Murat, Daho... au bénéfice de la Fédération Hospitalière de France, dans le cadre d'une Fondation pour le développement sanitaire et social dans les pays d'Europe de l'Est.
Le groupe effectue son dernier concert au Printemps de Bourges 1994.
Nous n'entendrons certainement jamais les versions studio des excellents originaux entendus çà et là au fil des concerts : Runnin' Free, Nice To Fly, Circle, I Just Can't Carry, Green Screen...

### Discographie
- 1986 Stay overnight (mini-LP/Ideal Madrigal)
- 1988 Loaded Dice/Cinnamon Girl (single/Rubber Australia)
- 1989 Release (mini-LP/Spank)
- 1991 Contresens (compilation Fnac-Music) : 1 titre "Garden of Delight"
- 2014 Livin' Underground - The French Rock Scene (Pop The Balloon) : 1 titre ''Heat is On''

### Chansons

#### sur disques
- Bummer in the Summer (Love cover)
- Every Day, Every Night
- Garden of Delight
- Heat is On
- Lead & Sand
- Let's Start Again
- Loaded Dice
- Never, Never
- Pick Me Up
- Poem By The Sea (Eric Burdon Cover)

#### Reprises sur Scène
- Cinnamon Girl (Neil Young cover)
- Feel A Whole Lot Better (Byrds cover)
- Slow Death (Flamin' Groovies cover)
- Substitute (The Who cover)
- I Wanna Destroy You (Soft Boys cover)
- 2000 Light Years From Home (Rolling Stones cover)
- The Loner (Neil Young cover)
- Wonderin' (Neil Young cover)
- Teenage Head (Flamin' Groovies cover)
- Lie To Me (Kaleidoscope cover)
- Cowboy Movie (David Crosby cover)
- I Believe I'm in Love with You (Fabulous Thunderbirds cover)
- When You Dance (Neil Young cover)
- Bad Karma (Warren Zevon cover)

#### Originaux non publiés sur disque
- Runnin' Free
- Nice To Fly
- Circle
- Green Screen
- I Just Can't Carry